# 伊吹嶋沖右エ門
伊吹嶋 沖右エ門（いぶきしま おきえもん、生年不明 - 1860年6月27日〈万延元年5月9日〉）は、朝日山部屋（大坂相撲）、雷部屋及び音羽山部屋に所属した力士。
本名・身長・体重とも不明。讃岐国多度郡（現在の香川県仲多度郡）出身。
最高位は西小結。
最初は大坂相撲でデビューした。その後、丸亀藩のお抱えとして1849年11月場所で初土俵（二段目〈現在の幕下〉）を踏んだ。昇進は早く、1852年2月場所で西十両10枚目（十枚目格）に昇進。十両では負け越しが一度もなく4場所で通過し、1854年2月場所で新入幕を果たした。そして入幕2場所目の1854年11月場所（この時の四股名は沖ノ濱 勝藏(おきのはま かつぞう)）で8勝2休と、土つかずの優勝相当成績を挙げた。翌1856年1月場所でも6勝1敗2休1分の好成績を挙げた。1859年1月場所で小結に昇進し、5勝4敗1休の成績を挙げたが翌11月場所で平幕に降格した。万延年間に入ると体調を崩し、1860年3月場所は全休。その場所後の5月9日に現役中のまま死去した。	
幕内通算 12場所 36勝25敗1分1預35休の成績を残した。優勝相当成績1回（1854年11月場所）。
改名歴は5回ある：玉茂浦 → 龍虎 → 沖ノ浜　勝藏 → 沖の浜　勝藏 → 才槌　友右エ門 → 伊吹島　沖右エ門。